# 普雷圣埃夫鲁
普雷圣埃夫鲁（法語：Pré-Saint-Évroult，法語發音：[pʁe sɛ̃.t‿evʁu]）是法国厄尔-卢瓦省的一个市镇，属于沙托丹区。

## 地理
普雷圣埃夫鲁（48°11'4"N, 1°28'3"E）面积21.55 平方千米，位于法国中央-卢瓦尔河谷大区厄尔-卢瓦省，该省份为法国北部内陆省份，北起顺时针与厄尔省、伊夫林省、埃松省、卢瓦雷省、卢瓦-谢尔省、萨尔特省和奧恩省接壤。
与普雷圣埃夫鲁接壤的市镇（或旧市镇、城区）包括：普雷圣马丹。

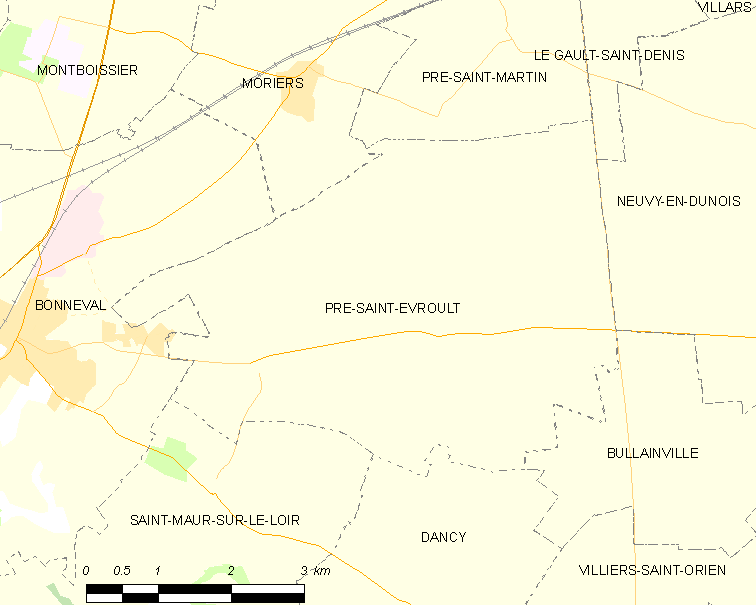
普雷圣埃夫鲁的OSM定位图

普雷圣埃夫鲁的时区为UTC+01:00、UTC+02:00（夏令时）。

## 行政
普雷圣埃夫鲁的邮政编码为28800，INSEE市镇编码为28305。

## 政治
普雷圣埃夫鲁所属的省级选区为莱维拉日沃韦安县。

## 人口

1962-2008年间普雷圣埃夫鲁人口变化图示

普雷圣埃夫鲁于2022年1月1日时的人口数量为286人。